# آدنوزین دی‌فسفات
آدنوزین دی فسفات (به انگلیسی: Adenosine diphosphate) با فرمول شیمیایی C۱۰H۱۵N۵O۱۰P۲ یک ترکیب شیمیایی با شناسه پاب‌کم ۶۰۲۲ و جرم مولی ۴۲۷٫۲۰۱ می‌باشد. 
آدنوزین تری فسفات یا (ATP)، نوکلئوتیدی است که در سلولها به عنوان حامل انرژی بکار می‌رود. آدنوزین تری فسفات با انتقال انرژی اش به مولکولهای دیگر، گروه انتهایی فسفات خود را از دست داده و به آدنوزین دی فسفات (ADP) تبدیل می‌شود یا اینکه با از دست دادن دو گروه فسفات (PP۱)، به آدنوزین مونو فسفات (AMP) تغییر می‌یابد، که این فراورده‌ها نیز مجدا می‌توانند با کسب فسفات به (ATP) تبدیل شوند. (ADP+P)